# 141 Nord 4.1101 à 4.1150
Les 141 Nord 4.1101 à 4.1150 sont des locomotives de type Mikado construites par la firme Baldwin Locomotive Works à Philadelphie et livrées en 1920 pour la Compagnie des chemins de fer du Nord. Ces machines étaient identiques aux 141 PLM 1013 à 1129 (futures : 5-141 B 1 à 117) de la Compagnie des chemins de fer de Paris à Lyon et à la Méditerranée et étaient appelés les Mikados PLM.

## Genèse
Durant la Première Guerre mondiale une commande fut passée en 1916 conjointement par le PLM et le NORD pour respectivement 117 et 100 machines. À la suite du torpillage du bateau seules 50 machines sur les 100 sont réceptionnées.
Si ces locomotives détonnent par rapport au parc des machines NORD, cette commande s'explique par le fait que la Compagnie des chemins de fer du Nord a une partie de son parc, soit hors service, soit de l'autre côté du front. Or, les transports militaires de plus en plus nombreux depuis 1914 incitent la Compagnie à rechercher une locomotive mixte de forte puissance. La Compagnie n'ayant pas les moyens de lancer une étude et le PLM disposant d'une telle locomotive, il est décidé de commander de telles machines avec le PLM et sûrement avec l'aide du gouvernement de l'époque.

## Description
Les machines NORD ne diffèrent de leur sœurs que par le nombre de tubes du faisceau tubulaire : 5 tubes de petits diamètre en moins. Toutefois au fur et à mesure de leur passage en atelier, elles se différencient un peu plus : pose d'une porte de boîte à fumée de type « Nord » et remplacement de l'échappement à cône, par un échappement à trèfle.

## Utilisation et Services
Mises en service aux dépôts de : Hirson, Somain, Le Bourget et Béthune de 1919 à 1920 où elles assurent essentiellement la traction des trains de houille et de pondéreux.
En 1937 les affectations de : Hirson, Somain et Béthune disparaissent au profit des dépôts de : Creil, Tergnier et Le Bourget qui voit son parc augmenter.
Ces nouvelles affectations sont sans réel changement sur le trafic assuré, même si, de temps en temps, elles assurent un train de voyageurs.
Ce cantonnement à la remorque des trains de marchandises lourds s'explique par la puissance des machines qui étaient capables de remorquer un train de 1 500 t.
En 1938, à la création de la SNCF, la série fut immatriculée : 2-141 A 1 à 50.
La 2-141 A 39 est détruite durant la Seconde Guerre mondiale.
Toute la série est réformée pour 1953.

## Tenders
C'étaient des locomotives à tender séparé et qui furent les mêmes tout au long de leurs carrières. Ils étaient identiques à ceux des machines PLM et montés sur 3 essieux et contenaient 23 m3 d'eau et 8 t de charbon. Ils étaient immatriculés : 23-501 à 23-550 puis en 1938 ils devinrent les : 2-23 A 1 à 50.

## Caractéristiques
- Pression de la chaudière : 16 bar (1,6 MPa)
- Surface de grille: 4,26 m2
- Surface de chauffe: 207,54 m2
- Surface de surchauffe: 72 m2
- Diamètre et course des cylindres HP : 510 & 650 mm
- Diamètre et course des cylindres BP : 720 & 700 mm
- Diamètre des roues du bissel avant : 1 000 mm
- Diamètre des roues motrices : 1 650 mm
- Diamètre des roues du bissel arrière : 1 000 mm
- Masse à vide: 86,9 t
- Masse en ordre de marche : 93,5 t
- Masse adhérente : 68 t
- Masse du tender en ordre de marche : 84 t
- Longueur hors tout : 13,805 m
- Vitesse maxi en service : 95 km/h

## Modélisme
À l'échelle HO, l'artisan français Loco-Diffusion a reproduit les 141 Nord sous forme de kit à monter principalement en laiton.